# Youth Theatre Japan
Youth Theatre Japan （ユースシアタージャパン、YTJ） は、日本全国に専用のリハーサルスタジオを運営しているユースシアターである。また、自社の劇場を運営し、プロのエンターテイナーとして活動できる環境が整っており、多数のYTJ出身者が、様々なジャンルで活躍している。
ユースシアターでは地域に根ざした教育機関として、英語教育や歌唱、各種のダンス、ミュージカルなど幅広い分野について学ぶことができる。また、教育の指針として、パートナーシップ、プロジェクトベース、ダイバーシティーを掲げており、国際的に活躍できる人材を輩出するという視点から、英語の表現教育は特に力を入れている。
全国47拠点でブロードウェイミュージカルや英語のキッズミュージカル、ダンスコンテスト（Japan Youth Dance Festival、通称JYDF）、コンサート、若者のための歌唱コンクール（English Vocal Election、通称EVE）などを主催。所属するメンバーは、希望に応じた様々な地域イベントや映像作品にも参加することができる。

## 特徴
Youth Theatre Japan (YTJ) は、ユースシアターとして、企業・自治体・教育機関から支援を受け、地域・社会に根付いた活動を行う。（西宮市芸術文化助成対象企業）
若者の育成と文化への貢献を目標に活動。ダンス、歌、ミュージカル、英語での海外公演を含めた「舞台制作」、地域に根差したイベントへの出演、国内外の芸術・教育機関との「国際交流」プロデュースなど多岐に渡る活動を行なっている。
尚、現在は、芸能活動の希望者に向けてオーディション情報の斡旋や芸能プロダクションとの連携も行っている。

## 沿革
2005年 Youth Theatre Japan (YTJ) 設立。
2010年 セーブ・ザ・チルドレン・ジャパンとの共同企画を実施。
2011年 キッザニア甲子園での震災復興コンサート、グランキューブ大阪の特別協力で実施した震災復興イベントを実施。
2012年 ディズニー「ハイスクール・ミュージカル」、「101匹わんちゃん」公演を実施。
2013年 FM大阪「YTJプレゼンツ LOVE&PEACE;みんなともだちSELECTION」を放送（現在は終了）。
2014年 ダンスの祭典「Japan Youth Dance Festival」を実施。
2015年 新国立劇場でブロードウェイミュージカル「二都物語」を実施。
2016年歌唱コンクール「English Vocal Election（EVE）」を実施。ミュージカル「Joseph And The Amazing Technicolor Dreamcoat」を実施。
2017年 ディファ有明にて「Japan Youth Dance Festival（JYDF）」を開催。
2018年「Japan Youth Dance Festival（JYDF）」を開催。
2019年「Japan Youth Dance Festival（JYDF）」を開催。
2024年ミュージカル「Joseph And The Amazing Technicolor Dreamcoat」を実施

## 公演実績/イベント参加実績
2020年
- ザ・ショウ・マスト・ゴー・オン！（COOL JAPAN PARK OSAKA TTホール）
- アリス イン ワンダーランド
- ジャパン ユース ダンス フェスティバル
- ワールドミュージック
- ビハーラ天白 チャリティーイベント
- Youth Theatre Japan PERFORMANCE at ViNAWALK
- YTJ for… in そんぽの家交野
- YTJ for… in そんぽの家S京都嵯峨野
- グンゼスポーツ吹田健都
- 特別養護老人ホーム 加賀屋の森
- 第4回 夢フェス
- 努フェスタ 2020
- 国際都市新宿踊りの祭典
- 第55回京田辺市民文化祭

2019年
- イングリッシュ ヴォーカル エレクション
- ジョセフ アンド・ジ・アメージング テクニカラー・ドリームコート
- YTJ Christmas Special Concert
- YTJ Christmas Special Performance
- あべのAステージ
- プライムツリー赤池　2周年記念イベント
- ビハーラ天白チャリティーイベント
- Power of YTJ そんぽの家S万博公園2
- YTJ for… in そんぽの家S箕面唐池公園
- 芦原橋UPMARKET
- Power of YTJ そんぽの家S茨木中穂積(介護施設)
- ひらかた社協ふくしフェスティバル
- 所沢YTJホール オープニングセレモニー
- 横浜音祭り2019＠八景島シーパラダイス
- 国際都市新宿踊りの祭典
- ウィンターイルミネーション点灯式
- 第38回奈良市文化祭 なら市民フェスティバル 2019
- WBGアートフェスタ
- Kids Halloween Party in プライムツリー赤池
- 第46回堺まつり
- Seapara Pop'n Halloweenダンスステージ
- 戸塚ふれあい文化祭
- Happy Halloween IN つかしん
- グンゼタウンセンター つかしん
- 花咲新町
- メディカルホームグランダ湘南台
- リハビリホームボンセジュール茅ヶ崎
- リハビリホームグランダ藤沢本町
- YTJ special performance ～August 2019～
- 戸塚区制80周年記念事業　夏休みこどもフェスタ
- ダンス縁日2019
- 真夏のダンスステージ
- YTJ special performance～July・2019
- YTJ special performance in 第6回手羽先サミットneo
- 東京ダンスフェスティバル
- YTJ special performance GAKUMOSTAGE in Zepp Nagoya
- なら国際映画祭2019
- 第33回 帝塚山音楽祭
- 第13回辻堂海浜公園まつり
- Music Identity Memorabo Infinity
- マリンピアキッズダンスフェス
- 第36回 緑のまつりパフォーマンスステージ
- 第31回保土ケ谷区民文化祭 ほどがやDancePerformance
- 子ども達のためのチャリティーコンサート
- まちFUNまつり
- ユースシアタージャパン スペシャルパフォーマンス
- キッズ『り・ぼ・ん』
- 第32回泉区青少年フェスティバル
- 戸塚区民広間コンサート
- マグカル開放区in日本大通り
- のすぽキッズドリームステージ

2018年
- 第7回 ISOGOダンスまつり
- しんゆり フェスティバル・マルシェ
- 海老名VINAWALK(ビナウォーク)
- 第9回 とつかお結び広場
- ルミラージュちば2018　点灯式
- プライムツリー赤池 YTJ Special Performance ～winter～（プライムツリー赤池）
- プライムツリー赤池 Xmas Performance（プライムツリー赤池）
- 埼玉県芸術文化祭2018  芸術文化ふれあい交流フェア
- 越谷ツインシティ ウィンターイルミネーション
- 第1回 千葉えきまつり
- 国際都市新宿 踊りの祭典2018
- 新横浜パフォーマンス2018
- 神戸新聞まつり すきっぷフェスタ2018
- WBGアートフェスタ2018
- 湘南台ファンタジア
- 第45回堺まつり
- Seapara Pop'n Halloween（横浜・八景島シーパラダイス）
- HARBOR HALLOWEEN 2018 Happy Halloween Live（カルメニ（神戸情報文化ビル）
- 第9回みなとみらい秋まつり
- 第25回戸塚ふれあい文化祭
- ビナウォーク ダンスフェスタ2018 Autumn
- Dance Dance Dance @ YOKOHAMA 2018
- 大船to大船渡 御霊祭り
- Power of YTJ
- 横浜ダンスパラダイス（横浜三井ビルディング）
- アステオータムフェスティバル2018
- Latin Music Summer Fes 2018（代々木公園）
- センター南の秋まつり
- 本郷台駅前祭り
- プライムツリー赤池 YTJ Special Performance
- プライムツリー赤池 YTJ Summer Special Performance
- Member Showcase 2018 Summer
- 横浜ダンスパラダイス
- Summer Camp 2018
- 象の鼻テラス「ダンス縁日2018」（みなとみらい）
- AFRICA FESTIVAL 2018（代々木公園）
- 石橋まつり
- 第41回 柏まつり
- 2018年えびな市民まつり
- ユーカリ夏フェス
- らびすたダンスフェスティバル
- 第25回市民まつり「習志野きらっと2018」（習志野市）
- ウェルカム コンサート（千葉駅、そごう千葉店）
- 善行公民館 Dance show（藤沢市）
- 愛知アートフェスタ2018（オアシス21）
- 横浜セントラルタウンフェスティバル "Y159"
- Makuhari International School　School Bazaar（幕張インターナショナルスクール特設ステージ）
- 第41回 大和市民まつり
- Bridge Among Communities in Toyonaka
- 春の特別ワークショップ 2018
- 京都駅ビルイベント
- あべのAステージ Aステージ・ライブ！（天王寺ルシアスビル）
- 第35回　緑のまつり（ユーカリが丘南公園）
- 海老名ビナウォークイベント
- MMテラスショップエンジョイイベント（MMテラス）
- Spring Camp 2018
- 佐々木祐滋トーク＆コンサート『INORI』（メセナひらかた会館）
- WBGダンスパーク2018
- 平和の燈火（あかり）（枚方市）
- 第31回　泉区青少年フェスティバル（泉公会堂ホール）
- スプリングフェスタ（稲毛海岸）

2017年
- プライムツリー赤池 X'mas Show
- ONE WORLD FESTIVAL
- AFRICA FESTIVAL 2017
- ねぶくろシネマ
- 帝塚山 音楽祭
- カナダ・トロント公演『Japan Festival CANADA 2017』（カナダ）
- kirara＠アートしんゆり2017
- スーパーAステージ・ダンスの祭典
- CULMENI Christmas Night Live（神戸情報文化ビル）
- 南消防団と区民の集い ～第2回あったかハートコンサート～（横浜市公会堂）
- プライムツリー赤池オープニングパフォーマンス
- 大阪ママの働き方応援フェス（中之島公園）
- ちば・まちなかステージ2017
- 熱田区区民まつり 区民芸能オンステージ
- 国際都市新宿・踊りの祭典2017
- ハッピーハロウィンパーティー
- 秋の特別ワークショップ　2017
- WBGアートフェスタ2017
- 湘南台ファンタジア
- よこはまハロウィン2017
- 京都駅ビル開業20周年記念イベント(KIDS DANCE FESTIVAL)
- 第22回ユーカリフェスタ2017
- MINATOMIRAI SMILE SMILE HALLOWEEN
- シーパラ ハロウィン ダンスステージ2017
- さいたまKI-TAまつり2017
- 戸塚ふれあい文化祭
- 新横浜パフォーマンス2017
- HIRAKATAくらわんかーにばる
- TOKAI ECO FESTA
- ホッチポッチミュージックフェスティバル
- CULMENI AUTUMN EVENT
- アステオータムフェスティバル
- あべのAステージ
- みなとみらい秋まつり
- WORLD MUSIC　公演
- アンドリュー・ロイド・ウェバーの名作ミュージカルJOSEPH
- 枚方まつり
- 英語パフォーマンス甲子園　プレ大会
- Summer Camp 2017
- 朝小サマースクール
- 大池まつり
- 豊中まつり
- 箕面まつり
- JUMP×DANCE in centrair（中部国際空港）
- 愛知アートフェスタ2017
- 横浜セントラルタウンフェスティバル "Y158"
- ディズニー・ライブ！キッズダンスショー（愛知県芸術劇場）
- 京都駅ビルイベント
- Japan Youth Dance Festival 2017
- 春の特別ワークショップ　2017
- Spring Camp 2017
- ほっかほか朝市～春のどやさスペシャル～
- 第24回ワン・ワールド・フェスティバル
- WBGダンスパーク2017（ワールドビジネスガーデン）

2016年
- シンガポール公演「SJ50まつり」
- ALL THAT'S DANCE OSAKA
- グローバルフェスタJAPAN2016
- Joseph and the Amazing Technicolor Dreamcoat
- Happy Halloween Party 2016
- こどもまつり2016～一緒につくろうこどものまち
- 秋の特別ワークショップ　2016
- The Adventures of Pinocchio
- 京都錦ライオンズクラブフェス 輪～い京都
- 第18回 藤沢市民まつり 「湘南台ファンタジア」
- Bridge Among Communities in Kamatori
- Member Showcase 2016 Summer
- 遊歩フェスティバル
- 美浜区民フェスティバル
- 第34回 あさお区民まつり
- Kids&Mam Festa
- アートのまち高槻
- 朝小サマースクール in 武庫川女子大学
- あべの夏の縁日・盆踊り大会
- Summer Camp 2016
- Bridge Among Communities
- Housing Park Performance KONANDAI in September 2016
- あんふぁん夏フェス2016
- Member Showcase 2016 Spring
- JCI 近畿地区大会「オープニングセレモニー」「KINCHIKUフェスティバル」
- Japan Youth Dance Festival 2016
- 春の特別ワークショップ　2016
- 横浜セントラルタウンフェスティバル"Y157"
- 第37回　まつりインハワイ
- 東大阪市民ふれあい祭り
- Spring Camp 2016

2015年
- ブロードウェイミュージカル『A Tale Of Two Cities ～二都物語～』

2014年
- ハワイ・ホノルル公演2014「第35回まつりインハワイ」

2013年
- ディズニーミュージカル『High School Musical』
- ディズニーミュージカル『Aladdin』

2012年
- ディズニーミュージカル『101 Dalmatians』

2010年
- ニューヨークツアー カーネギーホール公演

## 著名なYTJ出身・所属者
- 黒木華
- 清原果耶
- トラウデン都仁
- 加茂あこ
- 奥平光紀
- 佐々木玲旺（ミュージカル俳優）
- 鳩川七海

その他、大手芸能プロダクションを始め、東京ディズニーリゾート、ユニバーサルスタジオジャパン、劇団四季などにも多数のYTJ出身者が所属している。

## スタッフ
現在、2020年、総勢100名のスタッフが在籍。（東京ディズニーリゾート、ユニバーサルスタジオジャパン、劇団四季、宝塚歌劇団など様々なジャンルの出身のスタッフで構成されている。

## 専用・常設リハーサルスタジオ
神奈川県
- YTJみなとみらいスタジオ（神奈川県横浜市西区）
- YTJ海老名スタジオ（神奈川県海老名市）
- YTJ戸塚スタジオ（神奈川県横浜市戸塚区）
- YTJセンター南スタジオ（神奈川県横浜市都筑区）
- YTJ藤沢スタジオ（神奈川県藤沢市）
- YTJ湘南台スタジオ（神奈川県藤沢市）
- YTJ弘明寺スタジオ（神奈川県横浜市南区）
- YTJあざみ野スタジオ（神奈川県横浜市青葉区）
- YTJ百合ヶ丘スタジオ（神奈川県川崎市麻生区）
- YTJ武蔵小杉スタジオ（神奈川県川崎市中原区）

東京都
- YTJ立川スタジオ（東京都立川市）
- YTJ竹芝スタジオ（東京都港区）
- YTJ八王子スタジオ（東京都八王子市）
- YTJ三鷹スタジオ（東京都三鷹市）
- YTJ自由が丘第一スタジオ（東京都目黒区）
- YTJ自由が丘第二スタジオ（東京都目黒区）

千葉県
- YTJ新浦安スタジオ（千葉県浦安市）
- YTJ柏の葉スタジオ（千葉県柏市）
- YTJユーカリが丘スタジオ（千葉県佐倉市）
- YTJ柏スタジオ（千葉県柏市）
- YTJ海浜幕張スタジオ（千葉県千葉市美浜区）
- YTJ千葉スタジオ（千葉県千葉市中央区）

埼玉県
- YTJ所沢スタジオ（埼玉県所沢市）
- YTJ越谷スタジオ（埼玉県越谷市）
- YTJ浦和スタジオ（埼玉県さいたま市浦和区）

兵庫県
- YTJ西宮スタジオ（兵庫県西宮市）
- YTJグンゼスポーツ川西スタジオ（兵庫県川西市）
- YTJグンゼスポーツ西宮スタジオ（兵庫県西宮市）
- YTJグンゼスポーツつかしんスタジオ（兵庫県尼崎市）
- YTJ川西スタジオ（兵庫県川西市）
- YTJ神戸スタジオ（兵庫県神戸市中央区）
- YTJ伊丹スタジオ（兵庫県伊丹市）

大阪府
- YTJグンゼスポーツ吹田健都スタジオ（大阪府吹田市）
- YTJなかもずスタジオ（大阪府堺市北区）
- YTJ茨木スタジオ（大阪府茨木市）
- YTJ千里スタジオ（大阪府豊中市）
- YTJ枚方スタジオ（大阪府枚方市）
- YTJ天王寺スタジオ（大阪府大阪市阿倍野区）
- YTJ豊中スタジオ（大阪府豊中市）

京都府
- YTJ京都スタジオ（京都府京都市下京区）
- YTJ京田辺スタジオ（京都府京田辺市）

奈良県
- YTJ奈良スタジオ（奈良県奈良市）

愛知県
- YTJグンゼスポーツmozoワンダーシティスタジオ（愛知県名古屋市西区）
- YTJ千種スタジオ（愛知県名古屋市東区）
- YTJ原スタジオ（愛知県名古屋市天白区）
- YTJ赤池スタジオ（愛知県日進市）

福岡県
- YTJ博多スタジオ（福岡県福岡市中央区）
- YTJ小倉スタジオ（北九州市西小倉）